# تصلب الشرايين الدموية
في علم الأمراض، تورم الشرايين (بالإنجليزية: atheroma)‏ هو تراكم وتورم في جدران الشرايين التي تتكون من الخلايا (الخلايا الأكولة الكبيرة -macrophage cells- في الغالب)، أو حطام الخلايا، التي تحتوي على الدهون (الكوليسترول والأحماض الدهنية)، والكالسيوم، وكميات متفاوتة من النسيج الضام الليفي. في سياق القلب أو الشريان يشار إلى كلمة atheromata بلويحات كما يلي atheromatous. هي حالة غير صحية، ولكن يصاب بها أشخاص كثيرين.
هذه الآفات التشريحية تبدأ عادة في بعض الأطفال الذين تقل أعمارهم عن سن 1 سنة والأطفال الإكبر من 10 سنوات بغض النظر عن الجغرافيا أو العرق أو الجنس أو البيئة. الأوردة لا يحدث بها تصلب (atheromata)، إلا إذا انتقلت جراحيا لتعمل بمثابة الشريان، كما هو الحال في عملية جراحية. التراكم (التورم) يكون دائما بين بطانة الجدار والعضلات الملساء المنطقة الوسطى من أنبوب الشرايين، في المراحل الأولية من المرض وبناء على شكل الشريان بالعين المجردة أصبح علماء الأمراض يسمونها بشرائط دهنية، فهي ليست مكونة من خلايا دهنية، ولكن لتراكمات من خلايا الدم البيضاء، خاصة الضامة التي تناولت البروتين الدهني منخفض الكثافة المؤكسد (LDL). بعد أن تتراكم كميات كبيرة من الأغشية الخلوية (وما يرتبط بها من محتوى عالي الكولسترول) يصبح اسمها الخلايا الرغوية. عندما تموت خلايا رغوية، يتم الإفراج عن محتوياتها، والذي يستقطب خلاي ضامة أكثر ويخلق جوهر خارج الخلية الدهنية بالقرب السطح الداخلي لكل لوحة بها تصلب شرايين. في المقابل، الخارجي، أقدم أجزاء من لوحة calcific تصبح أكثر، وأقل نشاطا أيضي وجسديا أكثر شديدة على مر الزمن.
بشكل عام: عملية تطور تصلب الشرايين في الشخص الواحد تسمى (تكوين التصلب)، والنتيجة النهائية لتطور المرض يسمى (atherosclerosis) أو تصلب الشرايين (hardening of the arteries)

## صعوبة تعقب والبحث عن التصلب في الشرايين
بالنسبة لمعظم الناس فان الأعراض الأولية الناتجة عن تطور مرض القلب والشرايين هي الأزمة القلبية والوهن الذي يليها . ومع ذلك، فبما أن شرايين القلب (أ) صغيرة (حوالي 5 ملم وأقل من ذلك إلى غير مرئية) و(ب) مخفية في أعماق الصدر وو(ج) لا تتوقف عن التحرك، فإنها هدف صعب التتبع، خاصة عند الأشخاص الذين لم تظهر عليهم الأعراض بعد. نضف إلى ذلك ان جميع الاستراتيجيات الكلينيكية المطبقة تركز على (أ) الحد الأدنى في التكاليف (ب) والسلامة العامة في الإجراءات. ولذلك فان الاستراتيجيات الحالية والمطبقة لتشخيص تصلب الشرايين وتتبع الاستجابة للعلاج محدودة للغاية. الأساليب الأكثر شيوعا الاعتماد عليها (أعراض المريض واختبار إجهاد القلب) كل ذلك لا يمكن بواسطته كشف أي أعراض للمرض إلى أن يصبح في مراحله المتقدمة.

## تاريخ البحث
في البلدان المتقدمة، مع تطور الصحة العامة ومكافحة العدوى وتحسين ظروف الحياة أصبح مرض تصلب الشرايين مشكلة وعبء متزايد الأهمية بالنسبة للمجتمع.
تصلب الشرايين لا زال رقم واحد في المشاكل الكامنة وراء العجز والوفاة، على الرغم من وجود اتجاه لتحسن تدريجي منذ أوائل 1960 (المعدلة بالنسبة لعمر المريض). وبالتالي، زيادة الجهود من أجل فهم أفضل وعلاج أفضل ومنع هذه المشكلة مستمرة في التطور. [3]
ووفقا لبيانات الولايات المتحدة، عام 2004، لحوالي 65 ٪ من الرجال و47 ٪ من النساء، فإن الأعراض الأولى لمرض القلب والأوعية الدموية هي الأزمة القلبية أو الموت المفاجئ (الموت في غضون ساعة واحدة من ظهور الأعراض.) [4]
معظم أسباب تعطيل تدفق شريان تحدث في أماكن ضاق فيها الشريان بنسبة أقل من 50 %. من الدراسات الكلينيكية التي نشرت في أواخر 1990s لIVUS (في الموجات فوق الصوتية للشرايين) لتصور حالة المرض فإن النوبات القلبية تحدث في شرايين بها ضيق بنسبة 20 ٪، وذلك قبل الإغلاق المفاجئ للتجويف وينتج عن ذلك أزمة قلبية. [5] اختبار التحمل في القلب هو عادة أكثر طريقة شائعة غير مضرة لاختبار تدفق الدم بشكل عام ومع ذلك فإنها تكشف فقط عن الضيق في الشرايين بنسبة ~ 75 ٪ أو أكثر في التجويف، على الرغم من أن بعض الأطباء دعوا أن أساليب التوتر النووي يمكن بها الكشف في بعض الأحيان عن ضيق بنسبة اقل من 50 ٪. [6]

## سلوك الشريان والتصلب
الشريان التاجي الصحي يتكون من 3 طبقات : الخارجية والوسطى والداخلية. التصلب والتغييرات في جدار الشريان ينتيج عنه عادة تمدد الأوعية الدموية الصغيرة بما يكفي للتعويض عن سماكة الجدار الإضافي بدون أي تغيير في قطر التجويف. ومع ذلك، في نهاية المطاف، وعادة نتيجة لتمزق للوحة الضعيفة وتكون الجلطات داخل التجويف على اللوحة، ستضيق بعض المناطق في الشريان. وفي بعض الأحيان ولكن ليس كثيرا، التمدد في جدار الشريان يكون كبيرا لدرجة انه يمكن رؤيته بالعين المجردة. ويلاحظ في كثير من الأحيان جميع النتائج الثلاث، في مواقع مختلفة، مع نفس الشخص.

### ضيق وانسداد الشريان
مع مرور الوقت، التصلب يزيد في الحجم والسمك ويعريض المنطقة الوسطى للتمدد، ويسمى إعادة التشكيل، وذلك ليكفي للتعويض عن حجمها بحيث أن التجويف لا يتغير، إلى أن يصبح أكثر من 50 ٪ من جدار الشريان يتكون من نسيج التصلب (انظر : Glagov أدناه).
إذا توسيع الجدار العضلي فشل في نهاية المطاف لمواكبة توسيع حجم التصلب وتكون تجلط في تجويف الشريان مما أدى إلى ضيقه وذلك عادة كنتيجة للتصدعات المتكررة من الأنسجة التي تغطي التصلب في مجرى الدم. ويصبح هذا الحدث أكثر شيوعا بعد عقود من المعيشة، وعلى نحو متزايد أكثر شيوعا في الناس في سن الثلاثينات أو الأربعينات.
البطانة الداخلية (وهي طبقة أحادية الخلايا) وما يغطيها من نسيج ضام يفصل التصلب عن الدم في تجويف الشريان. إذا حدث تمزق في البطانة والغطاء الليفي، فإن الصفائح الدموية والتخثر يتطور بسرعة فوق هذا التمزق. بالإضافة إلى ذلك، قد يكون نتيجة التمزق الكثير من الحطام. تراكم صفائح الدم على التمزق يؤدي إلى تضييق / إغلاق التجويف وتلف الأنسجة وهذا قد يحدث إما بسبب إغلاق التجويف وفقدان تدفق الدم إلى ما بعد التصلب و/ أو انسداد الأوعية الأصغر بالحطام. انظر اللوحة الضعيفة.
هذه هي الآلية الرئيسية لأزمة قلبية، والسكتة الدماغية أو غيرها من المشاكل المتعلقة بأمراض القلب والأوعية الدموية. كما أظهرت البحوث وهذه العملية ليست نتيجة لتضييق. قبل التمزق، ربما لم يكن هناك أي تضييق في التجويف، أو حتى تمدد في الجدار. في المتوسط، من خلال البحوث باستخدام IVUS، هناك نسبة ضيق طفيفة، حوالي 20 ٪ على ذلك التمزق غير المستقر ويؤدي إلى العجز الشديد أو الموت. التضيق من حوالي 75 ٪ مطلوبة نسبيا، لإنتاج شذوذ مكشوف خلال اختبار تحمل القلب.

### توسع الشريان
إذا تجاوز التوسع في العضلات حدوده مع مرور الوقت، فإنه يحدث توسيع جسيم في الشريان، وعادة خلال عقود من العيش. هذه هي نتائج أقل شيوعا. تصلب الشريان والتمدد ممكن أيضا أن يتمزق ويرسل حطامه وجلطاته مع مجرى الدم. إذا توسيع الشرايين ظل مستمرا 2-3 أضعاف قطرها المعتادة، فان الجدران غالبا ما تصبح ضعيفة بما فيه الكفاية لدرجة أنه مع شدة النبض يفقد الجدار قوته مما سيؤدي إلى نزيف مفاجئ (نزيف)، والأعراض الرئيسية، والوهن، في كثير من الأحيان الموت السريع. الحافز الرئيسي لتشكيل تمدد الأوعية الدموية هو الضغط على الدعم الهيكلي لطبقات العضلات. الهيكلية الرئيسية هي بروتينات الكولاجين والإيلاستين. هذا يسبب ترقق الجدار ويسمح بتوسيع الجدران، كما هو شائع في منطقة البطن من الشريان الأورطي.

## قياسات الاتصالات المتنقلة الدولية في الشريان السباتي
منذ 1990s، فانه كلا المحاولات (الكلينيكية الصغيرة زو بعض المحاولات الدوائية الكبيرة) قد استخدمت ال (CIMT) كنقطة نهاية بديلة لتقييم الانحدار و/ أو تطور مرض تصلب الشرايين القلبية الوعائية.. وقد وثقت العديد من الدراسات العلاقة بين سمك الطبقة الوسطى في الشريان السباتي ووجود وحدة تصلب الشرايين. وفي عام 2003 أوصت الجمعية الأوروبية لضغط الدم المرتفع الجمعية الأوروبية لأمراض القلب باستخدام القياسات الاتصالات المتنقلة الدولية في المرضى ذات الخطورة العالية للمساعدة في تحديد تلف الأجهزة العضوية التي لم يتم الكشف عنها عن طريق امتحانات أخرى مثل الكشف الكهربائي.
على الرغم من أنه يبدو واضحا أن سمك الطبقة الوسطى للشريان السباتي المرتبطة مع تصلب الشرايين، فانه من الجدير بالذكر أنه ليست كل عمليات سماكة الطبقة الوسطى قد تكون بسبب تصلب الشرايين. سماكة الطبقة الوسطى هو في الواقع عملية معقدة، اعتمادا على مجموعة متنوعة من العوامل، لا تتعلق بالضرورة بتصلب الشرايين. حركة الدم المحلية تلعب دورا هاما، وارتفاع ضغط الدم والتغيرات في إجهاد القص كلها قد تكون الأسباب المحتملة لسماكة الطبقة الوسطى. تغييرات في إجهاد القص وضغط الدم قد يؤدي إلى تأخير في وسائل النقل في الأجزاء المحتمل فيها التصلب، والتي تفضل تغلغل الجزيئات في جدران الشرايين، ويترتب على ذلك تشكيل اللوحة. ولكن ردود الفعل غير تصلب الشرايين قد تكون موجودة أيضا، كما هو الحال في تضخم الطبقة الوسطى وتضخم الخلايا الليفية الضامة، وهذه اثنين من ردود فعل تعويضية مختلفة من جدران الشرايين إلى تغييرات في إجهاد القص، والتي تتكون أيضا في سماكة جدران الشرايين. في بعض الحالات، أكثر من واحدة من ردود الفعل هذه قد تكون موجودة، بما ان جميع هذه الشروط المقترنة قد تشترك في حالة التدفق، فانها وجدت في كثير من المناطق المشتركة، مثل جانب التدفق من الفروع، والانحناء الداخلية ومقابل الموزع عند التشعبات. ومع ذلك، التغييرات في الاتصالات المتنقلة الدولية فوق حوالي 900 ميكرومتر يكاد يكون من المؤكدات ومما يشير إلى حدوث أمراض تصلب الشرايين.
مثل هذه الآليات قد يفسر، جزئيا على الأقل، لماذا الشريان السباتي يبدو الموقع الأفضل لتحليل العلاقة بين سماكة الجدار وتصلب الشرايين. بشكل عام، قد تكون سماكة جدار في الطبقة الداخلية أو في طبقة العضلات الوسطي. كما الشريان السباتي هو شريان مرن، طبقة العضلات الوسطى صغيرة نسبيا. وبالتالي، سماكة الجدار الشرايين السباتية يرجع أساسا إلى سماكة الطبقة الوسطى. في الشرايين العضلية فان سماكة جدار الشرايين يعني بدلا من ذلك (أو أيضا) سماكة الجدار الأنسي. سواء كانت سماكة الجدار في الشريان السباتي وشريان الفخذ (أو الشرايين العضلات الأخرى) لها نفس المعنى فهذا ليس مؤكد حتى الآن. ويبدو أن العديد من الدراسات تشير إلى أن الآليات الكامنة وراء تطورها على الأقل قد تختلف جزئيا، مع الآثار الكلينيكية وبالتالي ربما مختلفة.
وثمة مسألة أخرى للنظر، لو كان الخيار لفحص الشريان السباتي قد تم تعريف، ستكون هي الجزء من الشريان السباتي لأداء القياس. في كثير من الأحيان، ويقاس على قياس الاتصالات المتنقلة الدولية في ثلاثة مسارات : في الشريان السباتي المشترك، في واحد أو اثنين سم من تدفق المفرق، والتشعب في الشريان السباتي وفي الشريان السباتي الداخلي.
من وجهة النظر الأكاديمية، لتحديد المنطقة لقياس الاتصالات المتنقلة الدولية ما زالت موضع دراسة. قياسات الاتصالات المتنقلة الدولية من عمق الجدار، من خلال الموجات فوق الصوتية وعادة ما تكون أكثر موثوقية من القياسات التي أجريت على الجدار الخارجي. هذا الاختلاف في الدقة القريبة والبعيدة في قياسات الجدار قد يكون مشكلة، حيث أن بعض الدراسات قد استخدمت كل من القياسات لتحديد حجم الاتصالات المتنقلة الدولية.
هناك نهج عملي لوجود المرض وتتبع التقدم على فرد معين لتحديد وتعقب تلك المناطق مع سمك أكبر، أي أكبر عبء للمرض، بدلا من اختيار تعسفي لشريحة معينة يكون فيها الفرد قد لا يعلم بالأمراض علما كثيرا.

## تطور الاستراتيجيات وتغيير التركيز
وقد أدت فجأة لمضاعفات الطبيعة الموجودة للتصلب، منذ 1950s، لتطوير وحدات العناية المركزة والعمليات الجراحية المعقدة والتدخلات الطبية. ونؤكد في وقت لاحق اختبار تخطيط الأوعية القلبية لتصور أو الاكتشاف غير المباشر للضيق في الشريان. وقد تلى ذلك من عملية جراحية لزرع الوريد والشرايين في بعض الأحيان، حول التضيق ومؤخرا قسطرة، بما في ذلك الآن الدعامة، وآخرها الأدوية والدعامة المغلفة، لتمدد التضيق وتجعله أكثر انفتاحا.
لكن على الرغم من هذا التقدم الطبي، مع النجاح في الحد من أعراض الذبحة الصدرية وانخفاض تدفق الدم، والأحداث تمزق التصلب تبقى المشكلة الرئيسية ولا يزال في بعض الأحيان نتيجة العجز والوفاة المفاجئة حتى على الرغم من التدخل السريع المتاح الواسعة النطاق والمهارات الطبية والجراحية في أي مكان اليوم. ووفقا لبعض التجارب الكلينيكية، العملية الجراحية والقسطرة إجراءات كان لها تأثير أفضل في الحد الأدنى، إن وجدت، على تحسين البقاء على قيد الحياة عموما.
بالإضافة إلى ذلك، غالبا ما تتم هذه التدخلات إلا بعد ظهور الأعراض على الفرد، ويكون قد عجز بالفعل نتيجة لهذا المرض. ومن الواضح أيضا أن كلا من القسطرة ومرور مداخلات لا تمنع في المستقبل الأزمة القلبية.
الأساليب القديمة لفهم التصلب، التي يرجع تاريخها إلى ما قبل الحرب العالمية الثانية، اعتمدت على بيانات تشريح الجثة. أظهرت بيانات بدء التشريح طويلا الشرائط الدهنية في مرحلة الطفولة في وقت لاحق مع تطور بطيء للأعراض على مدى عقود.
طريقة واحدة لرؤية التصلب هي طريقة غازية جدا ومكلفة تكنولوجيا وهي الموجات فوق الصوتية IVUS، بل يعطينا حجم الدقيق للintima زائد داخل الطبقات الوسطى من حوالي 2.5 سم من طول الشريان. لسوء الحظ، فإنه لا يعطي معلومات عن القوة الهيكلية للشريان. تصوير الأوعية لا تصور التصلب، إلا أنه يجعل من تدفق الدم داخل الأوعية الدموية وضوحا. والطرق غير الغازية أو أقل تكلفة للفرد هي اختبار واستخدام الأساليب التي تستخدم الصور المقطعية ؛ بقيادة الشعاع والتصوير المقطعي الاكتروني، نظرا لسرعة أكبر في) الرنين المغناطيسي في التصوير (التصوير بالرنين المغناطيسي). والتي كانت واعدة أكثر، منذ 1990s هي (EBT)، فهي تكشف التكلس داخل التصلب قبل أن تبدأ الأعراض المعترف بها اكلينيكيا والوهن في معظم الأفراد. ومن المثير للاهتمام، العلاج بالستاتين (لخفض الكولسترول) لا يبطء سرعة تكلس على النحو الذي يحدده الاشعة المقطعية. التصوير بالرنين المغناطيسي لتصوير جدار الوعاء التاجي، وإن كان محدودا في الوقت الراهن على البحوث والدراسات، أظهر القدرة على الكشف عن سماكة الجدار في الأفراد المعرضين لمخاطر عالية (المرجع—كيم 2002، الدورة الدموية). ونتيجة للطرق غير الغازية، وتقنية الإشعاع المؤين الحرة، يمكن أن تقنيات التصوير بالرنين المغناطيسي أن يستخدم في المستقبل في رصد تطور المرض والانحدار. وإن أحدث التقنيات في مجال البحوث والتصور ليست متاحة على نطاق واسع لمعظم المرضى، ولم تكن مقبولة على نطاق واسع وبصورة عامة لا تغطيها شركات التأمين الصحي.
من التجارب الكلينيكية البشرية، أصبح من الواضح بشكل متزايد أن التركيز على العلاج قد ابطاء، أو وقف أو حتى عكس ولو جزئيا عملية تطور التصلب. وهناك العديد من الدراسات الوبائية المحتملة بما في ذلك دراسة مخاطر تصلب الشرايين في المجتمعات المحلية (ARIC) وصحة القلب والأوعية الدموية الدراسة (كلية العلوم الصحية)، التي دعمت وجود علاقة مباشرة لCIMT مع احتشاء عضلة القلب والسكتة الدماغية في المرضى الذين يعانون خطر بدون تاريخ مرض القلب والأوعية الدموية. وقد أجريت الدراسة في ARIC 15792 الأفراد ما بين 5 و65 سنة من العمر في 4 مناطق مختلفة من الولايات المتحدة الأمريكية بين عامي 1987 و1989. وتم قياس CIMT خط الأساس وتكررت على فترات السنة القياسات 4-7 عن طريق الشريان السباتي التصوير بالأمواج فوق الصوتية النمط باء في هذه الدراسة. وثمة زيادة في CIMT يرتبط بزيادة مخاطر للكندي. وبدأت كلية العلوم الصحية في عام 1988، والعلاقة بين CIMT مع خطر احتشاء عضلة القلب والسكتة الدماغية وكان التحقيق في 4476 مواضيع ≤ 65 سنة من العمر. في نهاية ما يقرب من 6 سنوات من المتابعة ،قياسات CIMT ارتبطت بأحداث القلب والأوعية الدموية. Paroi artérielle Cardiovasculaire هي دراسة أخرى في آسيا أفريقيا / الشرق الأوسط وأمريكا اللاتينية (بارك، آلا) وهو دراسة أخرى هامة على نطاق واسع، ومنها 79 مراكز من البلدان في آسيا وأفريقيا والشرق الأوسط، وأمريكا اللاتينية، وتوزيع من CIMT وفقا لمختلف المجموعات العرقية وارتباطه مع نتيجة دراسة فرامنغهام القلب والأوعية الدموية والتحقيق فيها. كشف متعددة تحليل الانحدار الخطي الذي كان مرتبطا على درجة القلب والأوعية الدموية مع زيادة فرامنغهام CIMT، والشريان السباتي لوحة مستقلة عن الاختلافات الجغرافية. كاهن وآخرون. يتبع مستقبلا متابعة 152 مريضا يعانون من مرض الشريان التاجي عن طريق الموجات فوق الصوتية 6-11 شهرا الشريان السباتي وأشار إلى أحداث 22 الوعائية (احتشاء عضلة القلب، نقص تروية عابرة الهجوم، والسكتة الدماغية، ورأب الأوعية التاجية) في غضون هذه الفترة الزمنية. وخلصوا إلى أن تصلب الشرايين السباتية يقاس بهذا الأسلوب الغير التدخلي والدلالات المنذرة للمرضى الشريان التاجي. في دراسة روتردام، والسير وآخرون. يتبع المرضى 7983> 55 سنة من العمر لمدة متوسط 4.6 سنة، وذكرت بعضلة القلب 194 حادث خلال هذه الفترة. وكان CIMT أعلى بكثير في المجموعة احتشاء عضلة القلب مقارنة مع المجموعة الأخرى. Demircan وآخرون. وجد أن زيادة كبيرة في CIMT من المرضى الذين يعانون من متلازمة الشريان التاجي الحادة مقارنة مع المرضى الذين يعانون من الذبحة الصدرية مستقرة. وأفيد في دراسة أخرى أن قيمة CIMT القصوى من 0.956 ملم وحساسية وخصوصية 85.7 ٪ 85.1 ٪ للتنبؤ angiographic كندي. وتألف فريق الدراسة من المرضى الذين يتم إدخالهم إلى أمراض القلب عيادة خارجية مع أعراض الذبحة الصدرية مستقرة. وأظهرت الدراسة CIMT كان أعلى لدى المرضى الذين يعانون من أمراض كبيرة في الشريان السباتي في المرضى الذين يعانون من آفات القلب غير الهامة. وكشف تحليل الانحدار أن سماكة مجمع الطبقة الوسطى يعني أكثر من 1.0 والتنبؤية لمرضانا كبير بامراض الشريان السباتي. وكان هناك زيادة كبيرة في CIMT مع عدد الشرايين التاجية المعنية. وفقا للأدب، وجدنا أن CIMT كان أعلى بشكل ملحوظ في وجود أمراض في الشريان السباتي. وعلاوة على ذلك، تمت زيادة CIMT حيث وصل عدد المشاركة وزيادة لوحظت أعلى قيم CIMT في المرضى الذين يعانون من مشاركة الشرايين التاجية اليسرى الرئيسية. ومع ذلك، فإن التجارب الكلينيكية البشرية بطيئة في تقديم الأدلة الكلينيكية والطبية، ويرجع ذلك جزئيا إلى طبيعة أعراض التصلب وجعلها صعبة للغاية للدراسة. العثور على نتائج واعدة باستخدام سمك الطبقى الوسطى للشريان السباتيعن طريق المسح الضوئي (CIMT يمكن قياسها عن طريق الموجات فوق الصوتية وضع باء)، ب الفيتامينات التي تقلل من البروتين للتآكل، والتي تقلل من الهموسيستين الرقبة الشريان السباتي حجم اللوحة وسمك الشرايين، والسكتة الدماغية، وحتى في وقت متأخر من مرحلة المرض.
بالإضافة إلى ذلك، فهم ما يدفع تطور التصلب معقد مع عوامل متعددة تشارك، فقط بعض منها، مثل البروتين الدهني قالأهم من البروتين الدهني فرعية التحليل، ومستويات السكر في الدم وارتفاع ضغط الدم. وفي الآونة الأخيرة، بعض أنماط الجهاز المناعي المعقدة التي تعزز، أو تمنع، التهابات البلاعم المتأصلة اثار العمليات التي ينطوي عليها تطور التصلب يجري ببطء وهناك توضيح أفضل في النماذج الحيوانية من تصلب الشرايين.
والرسوم المتحركة لمدة 4 دقائق من عملية تصلب الشرايين، وعنوانها "طريقة ال MI الحادة"، بتكليف من بول م. Ridker، دكتوراه في الطب، ميلا في الساعة، FACC، الفيحاء، في كلية الطب بجامعة هارفارد، ويمكن الاطلاع على الحزب الثوري المؤسسي، med.com [10]. في حين أن الرسوم المتحركة يحتوي على عدد قليل من الأخطاء التقنية، ويرجع ذلك جزئيا إلى صعوبة كبيرة / تعقد تقديم عرض دقيق حقا، هو أفضل من يوضح بشكل صحيح للقضايا الرئيسية.

## التشخيص
تاريخيا كان هذا المعيار الذهبي لاكتشاف ووصف التصلب، على الرغم من تثبيت جدار الشرايين، وتلطيخ الباب رقيقة : يتم إلا بعد تشريح الجثة. مع البقع الخاصة والفحص، يمكن الكشف عن تكلسات صغيرة، وعادة مع خلايا العضلات الملساء للشرايين بالقرب من الشرائط الدهنية في غضون عام أو اثنين من تشكيل الدهنية.
الاتصالات المتنقلة الدولية) على النحو المذكور في تطور الاستراتيجيات وتغيير التركيز الباب، التدخلية وغير التدخلية لطرق الكشف عن تصلب الشرايين، وتحديدا عرض اللوحة {1 (انسداد أو لينة لوحة)، تستخدم على نطاق واسع{/1} CIMT السباتي (في مجال البحث والممارسة السريرية اليوم ؛ السباتية مسح سمك (CIMT يمكن قياسها عن طريق الموجات فوق الصوتية وضع ب) قياس والتي أوصت بها جمعية القلب الاميركية باعتبارها مفيدة لتحديد الطريقة الأكثر تصلب الشرايين، ويمكن الآن بشكل جيد للغاية أن يكون معيار الذهب للكشف.
IVUS هو الأكثر حساسية الكشف عن الطريقة الحالية وقياس التصلب بطرق متقدمة أكثر في الأفراد الذين يعيشون، على الرغم من أنه عادة لا يستخدم حتى بعد عقود من البدء في تشكيل التصلب بسبب التكلفة وغزو الجسم.
باستخدام الاشعة المقطعية أو سرعة إبت العالي، وآلات كانت الطريقة الأكثر فعالية للكشف عن تكلس موجود في اللوحة. ومع ذلك، فإن التصلب يجب أن تكون متطورة بما فيه الكفاية لمناطق واسعة نسبيا من تكلس في داخلها لخلق مناطق كبيرة بما يكفي من وحدات هاونسفيلد 130 ~ برنامج الماسح الضوئي الذي المقطعية يمكن التعرف تختلف عن الأنسجة الأخرى المحيطة بها. عادة، هذه المناطق التي تحدث بها داخل شرايين القلب حوالي بعد 2-3 عقود من بدء عملية التصلب النامية. وبالتالي أصغر بكثير لويحات ممكنا في السابق ثم طور يجري الكشف من قبل بعض الشركات، مثل تحليل الصورة. وجود أصغرلويحات متقطعا في الواقع، قد تكون أكثر خطورة الجانية لتتقدم إلى احتشاء عضلة القلب الحاد. [12]
الموجات فوق الصوتية الشريانية، وخاصة الشرايين السباتية، مع قياس سمك جدار الشريان، ويقدم وسيلة لتتبع تطور المرض بشكل جزئي. اعتبارا من عام 2006، والسمك، ويشار اليه عادة باسم الاتصالات المتنقلة الدولية لسمك إنتيمال - سطي، لا تقاس سريريا وعلى الرغم من استخدامه من قبل بعض الباحثين منذ منتصف 1990s لتتبع التغيرات في جدران الشرايين. تقليديا، إلا أن الموجات فوق الصوتية السريرية المقدرة السباتي فان درجة تقييد تجويف الدم، وتضيق، نتيجة متقدمة جدا للمرض. وبدأ الأطباء باستخدام أكثر تقدمية قياس الاتصالات المتنقلة الدولية باعتبارها وسيلة لقياس ومتابعة تطور المرض أو الاستقرار داخل المرضى الفردية.
منذ 1960s، وقد تم تصوير تتبعي بالأشعة السينية، وهي الطريقة التقليدية لتقييم التصلب. ومع ذلك، يتم تصوير الأوعية المتحركة فقط أو الصور الثابتة من صبغ مختلطة مع الدم مع تجويف الشرايين وتظهر التصلب داخل جدار الشرايين، بما في ذلك التصلب مع جدران الشرايين لا تزال غير مرئية. وباستثناء محدود لهذه القاعدة هو أنه مع تقدم atheromaالتصلب، مع تكلس واسع النطاق داخل الجدار، حلقة هالة تشبه الكثافة الإشعاعية يمكن ملاحظة ذلك في معظم كبار السن، وخصوصا عندما تصور نهاية يوم. على فلورو، سينما، أطباء القلب وأطباء الأشعة ننظر عادة لهذه الظلال تكلس الشرايين قبل أن تضخ أي عامل تباين خلال عملية التصوير.

## التصنيف
النوع الأول : رغوة البلاعم خلايا متفرقة 

النوع الثاني : طبقات رغوة متعددة الخلية 

النوع الثالث : قبل التصلب، الآفة وسيطة 

النوع الرابع : التصلب

النوع الخامس : تصلب ليفي
النوع السادس: متشققه متقرحة، النزفية، آفة الخثاري 

النوع السابع : الآفة Calcific 

النوع الثامن: [فيبروتيك] آفة

## العلاج
تم تعزيز النهج وكذلك العديد من الأساليب للحد من تقدم تصلب الشرايين بل وفي استعادتها لطبيعتها السابقة، وذلك من خلال:
```
(أ) الأصناف الغذائية النافعة مثل الأسماك والأسماك المستهلكة الغنية بالأوميغا 3 و6.
(ب) الحد من الدهون المتراكمة في منطقة البطن.
(ج) ممارسة التمارين الرياضية.
(د) الابتعاد عن التدخين، أو على الأقل التقليل من استخدامه.
(ه) تقليل مستويات السكر المستهلك في الدم الطبيعي (الهيموغلوبين الغليكوزيلاتي، كما دعا HbA1c)، ولقيم تقل عن 5.7% في الأشخاص الطبيعيين. أما من يعانون من الإصابة بمرض السكري، فينصح لهم وفق الدراسات العالمية أن لا يتجاوز ال 7%، لتقليل مضاعفاته المستقبلية ومنها تصلب الشرايين.
```

## الهوامش
1. 1 2  http://books.google.com/books؟id=M0Lx5W6KRGYC&pg=PA16&lpg=PA16&dq=Classification+according+to+Stary+system+atheroma&source=bl&ots=0oEq4VBZoY&sig=Aw9Guvy-JFCZmGT5tuI3CvLuHYw&hl=en&ei=4YHYS7WmC4rYsgP23-2dBg&sa = س = ومنظمة اوكسفام الدولية book_result & ط م = النتيجة & resnum = 2 & فيد = ت = # 0CAoQ6AEwAQ onepage & & ف و= كاذبة نسخة محفوظة 2020-06-02 على موقع واي باك مشين.